# Henry Handel Richardson
Henry Handel Richardson, pseudonimo di Ethel Florence Lindesay Richardson (Melbourne, 3 gennaio 1870 – Fairlight, 20 marzo 1946), è stata una scrittrice australiana.

## Biografia
Ethel Florence Lindesay Richardson nasce il 3 gennaio 1870 a Melbourne da Walter Lindesay Richardson e Mary Bailey.
Dal 1883 al 1887 frequenta il Presbyterian Ladies' College di Melbourne e l'anno successivo si trasferisce a Lipsia per studiare pianoforte al Conservatorio.
Nel 1895 sposa il futuro docente di letteratura tedesca John G. Robertson con il quale vive prima a Strasburgo e successivamente a Londra dove, abbandonata al carriera di musicista, comincia a dedicarsi alla stesura dei primi romanzi.
Il 27 agosto 1908 pubblica il suo primo romanzo, Maurice Guest. Ambientato a Lipsia nel 1890, vede il protagonista insegnante inglese di musica che da il titolo all'opera innamorarsi follemente dell'australiana Louise Dufrayer in una trama pervasa da sesso e amore.
Dopo il romanzo di formazione The Getting of Wisdom, ispirato alla sua giovinezza australiana e apprezzato da H. G. Wells, dà alle stampe Australia Felix, prima capitolo di una serie che nel corso dei suoi 3 libri intreccia le alterne fortune del protagonista con le vicende della vita coloniale nell'Australia di fine '800.
Autrice di un altro romanzo, 3 raccolte di racconti e un memoir, muore a Fairlight il 20 marzo 1946 a causa di un tumore.

## Opere

### Romanzi
- Maurice Guest (1908)
- The Getting of Wisdom (1910)
- The Fortunes of Richard Mahony: Australia Felix (1917)
- The Fortunes of Richard Mahony: The Way Home (1925)
- The Fortunes of Richard Mahony: Ultima Thule (1929)
- The Young Cosima  (1939)

### Raccolte di racconti
- Two Studies (1931)
- The End of a Childhood and other short stories (1934)
- The Adventures of Cuffy Mahony (1979)
- The End of a Childhood: The Complete Stories of Henry Handel Richardson (1992)

### Memoir
- Myself When Young (1948)

## Adattamenti cinematografici
- Rapsodia (Rhapsody), regia di Charles Vidor (1954)
- Il sapore della saggezza (The Getting of Wisdom), regia di Bruce Beresford (1977)

## Premi e riconoscimenti
- Australian Literature Society Gold Medal: 1929 vincitrice con The Fortunes of Richard Mahony: Ultima Thule
- Nel 1939 viene candidata al Premio Nobel per la Letteratura.